# 1550 Тіто
1550 Тіто (1550 Tito) — астероїд головного поясу, відкритий 29 листопада 1937 року.
Тіссеранів параметр щодо Юпітера — 3,358.